# 夏尔·普勒纳尔
夏尔·普勒纳尔（法語：Charles Poulenard，1885年3月30日—1958年11月10日），法国男子田径运动员。他曾代表法国参加1912年夏季奥林匹克运动会田径比赛，获得男子4×400米接力银牌。